# Луговое (Нижнегорский район)
Лугово́е (до 1957 года Будёновка, до 1945 года Маку́т; укр. Лугове, крымскотат. Maqut, Макъут) — село в Нижнегорском районе Республики Крым, входит в состав Чкаловского сельского поселения (согласно административно-территориальному делению Украины — Чкаловского сельского совета Автономной Республики Крым).

## Население
| 2001 | 2014 |
| ---- | ---- |
| 169  | ↘102 |

Всеукраинская перепись 2001 года показала следующее распределение по носителям языка
| Язык             | Процент |
| ---------------- | ------- |
| русский          | 73.96   |
| украинский       | 19.53   |
| крымскотатарский | 6.51    |

### Динамика численности
| - 1805 год — 179 чел. - 1864 год — 39 чел. - 1889 год — 25 чел. - 1900 год — 68 чел. - 1915 год — 21/75 чел. | - 1926 год — 88 чел. - 1989 год — 203 чел. - 2001 год — 169 чел. - 2009 год — 152 чел. - 2014 год — 102 чел. |

## Современное состояние
На 2017 год в Луговом числится 2 улицы: Дорожная и Школьная; на 2009 год, по данным сельсовета, село занимало площадь 32,9 гектара на которой, в 50 дворах, проживало 152 человека. В селе действует фельдшерско-акушерский пункт. Луговое связано автобусным сообщением с Симферополем, райцентром и соседними населёнными пунктами

## География
Луговое — село на севере района, в степном Крыму, в присивашье, высота центра села над уровнем моря — 4 м. Соседние сёла: Степановка в 0,4 км на юг, Чкалово в 2,7 км на запад и Коврово — в 0,5 км на север. Расстояние до райцентра — около 23 километров (по шоссе) на юг, там же ближайшая железнодорожная станция — Нижнегорская (на линии Джанкой — Феодосия). Транспортное сообщение осуществляется по региональной автодороге 35Н-372 Акимовка — Луговое (по украинской классификации — С-0-10916).

## История
Первое документальное упоминание села встречается в Камеральном Описании Крыма… 1784 года, судя по которому, в последний период Крымского ханства Макъде входил в Таманский кадылык Карасъбазарскаго каймаканства. После присоединения Крыма к России (8) 19 апреля 1783 года, (8) 19 февраля 1784 года, именным указом Екатерины II сенату, на территории бывшего Крымского Ханства была образована Таврическая область и деревня была приписана к Перекопскому уезду. После Павловских реформ, с 1796 по 1802 год, входила в Перекопский уезд Новороссийской губернии. По новому административному делению, после создания 8 (20) октября 1802 года Таврической губернии Макут был включён в состав Таганашминской волости Перекопского уезда.
Согласно Ведомости о всех селениях, в Перекопском уезде состоящих с показанием в которой волости сколько числом дворов и душ… от 21 октября 1805 года, в деревне Макут в 29 дворах проживало 166 крымских татар и 13 ясыров. На военно-топографической карте генерал-майора Мухина 1817 года две соседние деревни объдинены под названием Манкут с 40 дворами. После реформы волостного деления 1829 года Макут, согласно «Ведомости о казённых волостях Таврической губернии 1829 года», отнесли к Башкирицкой волости (переименованной из Таганашминской). На карте 1836 года в деревне 31 двор, как и на карте 1842 года.
В 1860-х годах, после земской реформы Александра II, деревню приписали к Владиславской волости. По «Списку населённых мест Таврической губернии по сведениям 1864 года», составленному по результатам VIII ревизии 1864 года, Макут — владельческая татарская деревня с 12 дворами, 39 жителями и мечетью при колодцах. По обследованиям профессора А. Н. Козловского начала 1860-х годов, в селении имелась «мелкая пресная вода» в колодцах глубиной 1 сажень (2 м). Возле селения протекает река Карасовка, но летом воды в ней не бывает. Согласно «Памятной книжке Таврической губернии за 1867 год», деревня Макут была покинута жителями в 1860—1864 годах, в результате эмиграции крымских татар, особенно массовой после Крымской войны 1853—1856 годов, в Турцию и оставалась в развалинах. После утверждения 3 июля 1871 года Александром II Правила устройство поселян-собственников (бывших колонистов), деревню приписали к Эйгенфельдской волости, но время основания колонии крымских немцев меннонитов пока не установлено. На трёхверстовой карте Шуберта 1865—1876 года деревня Макут обозначена уже с 15 дворами. В «Памятной книге Таврической губернии 1889 года», по результатам Х ревизии 1887 года, в деревне Макут числилось 3 двора и 25 жителей.
После земской реформы 1890 года деревню отнесли к Ак-Шеихской волости. По «…Памятной книжке Таврической губернии на 1900 год» в деревне Макут числилось 68 жителей в 3 дворах. По Статистическому справочнику Таврической губернии. Ч.II-я. Статистический очерк, выпуск пятый Перекопский уезд, 1915 год, в деревне Макут Ак-Шеихской волости Перекопского уезда числилось 5 дворов (2 двора с землёй, 3 — безземельные) с немецким населением в количестве 21 человек приписных жителей и 75 — «посторонних», из которых 50 мужчин и 46 женщин. Жители владели 1123 десятинами удобной земли. В хозяйствах имелось 80 лошадей, 45 волов, 38 коров и 30 голов мелкого скота.
После установления в Крыму Советской власти, по постановлению Крымревкома № 206 «Об изменении административных границ» от 8 января 1921 года была упразднена волостная система, Перекопский уезд переименовали в Джанкойский, в составе которого был создан Джанкойский район. В 1922 году уезды преобразовали в округа. 11 октября 1923 года, согласно постановлению ВЦИК, в административное деление Крымской АССР были внесены изменения, в результате которых округа были отменены и Джанкойский район стал основной административной единицей и село включили в его состав. Согласно Списку населённых пунктов Крымской АССР по Всесоюзной переписи 17 декабря 1926 года, в селе Макут, Мангитского сельсовета Джанкойского района, числилось 16 дворов, из них 15 крестьянских, население составляло 88 человек, из них 55 русских, 19 украинцев, 13 армян, 1 записан в графе «прочие».
Постановлением Президиума КрымЦИКа «Об образовании новой административной территориальной сети Крымской АССР» от 26 января 1935 года был образован Колайский район и село включили в его состав. Видимо, в ходе той же реорганизации, был образован Макутский сельсовет, поскольку на 1940 год он уже существовал. Вскоре после начала Великой Отечественной войны, 18 августа 1941 года крымские немцы были выселены, сначала в Ставропольский край, а затем в Сибирь и северный Казахстан.
В 1944 году, после освобождения Крыма от фашистов, 12 августа 1944 года было принято постановление № ГОКО-6372с «О переселении колхозников в районы Крыма» и в сентябре 1944 года в Азовский район Крыма приехали первые новоселы (162 семьи) из Житомирской области, а в начале 1950-х годов последовала вторая волна переселенцев из различных областей Украины. Указом Президиума Верховного Совета РСФСР от 21 августа 1945 года Макут был переименован в Будённовку и Макутский сельсовет — в Будённовский. С 25 июня 1946 года в составе Крымской области РСФСР, а 26 апреля 1954 года Крымская область была передана из состава РСФСР в состав УССР. В период с 1954 по 1960 годы Будённовку переименовали в Луговое. Видимо, в тот же период был упразднён сельсовет: на 15 июня 1960 года Луговое уже в составе Ковровского. Указом Президиума Верховного Совета УССР «Об укрупнении сельских районов Крымской области», от 30 декабря 1962 года Азовский район был упразднён и село присоединили к Джанкойскому. 1 января 1965 года, указом Президиума ВС УССР «О внесении изменений в административное районирование УССР — по Крымской области», включили в состав Нижнегорского. В 1974 году из Ковровского сельсовета был выделен Чкаловский, к которому отнесли Луговое.. По данным переписи 1989 года в селе проживало 203 человека. С 12 февраля 1991 года село в восстановленной Крымской АССР, 26 февраля 1992 года переименованной в Автономную Республику Крым. С 21 марта 2014 года аннексировано Российской Федерацией через антиконституционный референдум.